# 11-й армейский корпус Армии Германии (Первая французская империя)
11-й армейский корпус Армии Германии (фр. 11e corps d'armée de l'Armée d'Allemagne) — образован Наполеоном 17 июля 1809 года из Армии Далмации. Командиром корпуса был генерал Огюст Мармон. 14 декабря 1809 года корпус преобразован в Армию Иллирии.

## Командование корпуса

### Командующие корпусом
- дивизионный генерал Огюст Мармон (17 июля 1809 – 14 декабря 1809)
  - дивизионный генерал Бертран Клозель (3 октября 1809 – 7 ноября 1809)

### Начальники штаба корпуса
- полковник штаба Жозеф Делор (17 июля 1809 – 14 декабря 1809)

### Командующие артиллерией корпуса
- бригадный генерал Луи Тирле (17 июля 1809 – 14 декабря 1809)

### Командующие инженерами корпуса
- капитан Пьер Долле (17 июля 1809 – 14 декабря 1809)

## Состав корпуса
- штаб корпуса
- 1-я пехотная дивизия
- 2-я пехотная дивизия